# Lévi (Biblia)
Lévi héberül: לֵוִי) bibliai személy, Jákob és Lea harmadik fia. Lévi és testvéreinek az életét az ószövetségi Teremtés könyve meséli el. (Mózes I. könyve 29-50. rész)
Testvérével, Simeonnal bosszút állt Sekemen, aki húgát, Dinát megszeplősítette. Sekem városának összes férfiát lemészárolták. Lévi erőszakos tettéről apja, Jákob, még a halálos ágyán is megemlékezett, és ő sem kapta az elsőszülöttnek járó áldást, csak Jákob 4. fia, Júda.
Lévinek három fia volt: Gerson, Kehát és Mérári. Utódai, az úgynevezett léviták lettek az Isten előtti szolgálatokra elhívatva, ők voltak megbízva a szent sátor körüli munkákra, közülük kerültek ki a papok is. Mózes és Áron, akik kivezették a zsidókat Egyiptomból, Lévi fiának, Kehátnak az unokái volt.
Lévi 137 évig élt és valószínűleg Kr. e 1750 - Kr. e. 1600 közötti időszakban élhetett.